# As-Sīra an-Nabawīya

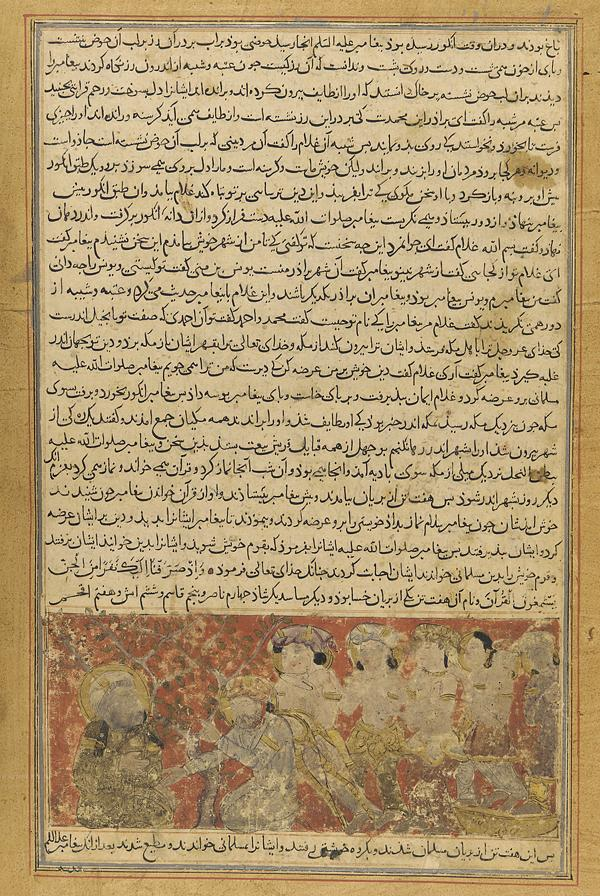
Mohammed missioniert die Engel zum Islam (in der persischen Handschrift Tarichnama von Balʿami aus dem 14. Jahrhundert)

Als Sīra, verkürzt aus as-Sīra an-nabawīya (arabisch السيرة النبوية ‚die Prophetenbiographie‘), wird eine literarische Gattung der islamischen Geschichtsschreibung bezeichnet, die sich ausschließlich mit dem Leben Mohammeds befasst. Das wichtigste Werk dieser Gattung ist die Sīra von Ibn Ishāq (gestorben 767), die nur in einer späteren Bearbeitung von Ibn Hischām (gestorben 834) erhalten ist.

## Geschichte der Forschung
Das Problem der Echtheit der frühislamischen historischen Überlieferung, vor allem die Vita des Propheten betreffend, wurde in der Forschung seit Beginn des 20. Jahrhunderts kontrovers diskutiert. Nach Henri Lammens ist die Sira-Literatur ein frei erfundenes Interpretationsmaterial zu bestimmten Stellen des Korans, wobei er einräumt, dass die medinensische Periode der Prophetie in der Sira durchaus einen historischen Kern in der Darstellung von Mohammeds Leben haben kann. Unter H. Lammens' Einfluss standen auch Régis Blachère – mit seinem Werk Le problème de Mahomet – und Joseph Schacht, der seine Ergebnisse auf dem Gebiet der Fiqh-Forschung auf die Sira zu übertragen versuchte.
Die quellenkritischen Untersuchungen zur Prophetenbiographie von Frants Buhl,  William Montgomery Watt und Rudi Paret schlossen sich der in dieser Hinsicht gemäßigten Haltung von Theodor Nöldeke, Josef Horovitz und anderen an. Vertreter der revisionistischen Schule der Islamwissenschaft wie Patricia Crone vertrauen der Sira weit weniger, allerdings wird diese Haltung auch unter westlichen Wissenschaftlern nur von einer Minderheit vertreten. Nach dem heutigen Forschungsstand gilt die Sira in ihrem Kern als eine weitgehend authentische, historische Quelle – ausgenommen einige Passagen, die Mohammed glorifizieren wollen, anstatt historische Informationen zu liefern, und die deshalb zur devotionalen Literatur zählen.

## Entstehung der Sira-Literatur
Die Sira-Literatur umfasst ein weites Spektrum an Material, so etwa politische Verträge, militärische Auflistungen, Ernennungen von Beamten usw., die von mehreren Generationen von Muslimen aufgezeichnet wurden. Im Prinzip wurden die Mohammed-Biografien aus Berichten über seine Taten zusammengestellt, ähnlich wie die Berichte über seine Aussagen im Hadith zusammengestellt wurden. Allerdings ist die Sira-Literatur im Unterschied zur Hadith-Literatur im Allgemeinen nicht durch die Kette der Überlieferung (isnad) gesichert, wenn auch einige Berichte in den frühesten Siras Isnade enthalten. Dafür gibt es wahrscheinlich mehrere Gründe. Erstens war Mohammeds Lebensgeschichte wahrscheinlich gut bekannt und wurde, von den frühen Tagen des Islam an, unter den Muslimen immer wieder erzählt. Zweitens enthält die Sira-Literatur vor allem Erzählungen über Mohammeds Leben, während es das Ziel der Hadith-Literatur ist, seine Aussagen als autoritative Quelle für das islamische Recht zu sammeln. Die Relevanz zahlreicher Hadith-Aussagen für Rechtsstreitigkeiten machte es erforderlich, dass sie durch Isnade abgesichert wurden.
Zusammen bilden Sira und Hadith die Sunna, die Grundlage fast aller religiöser Praktiken und jener Verhaltensregeln, die von den Muslimen zu befolgen sind.

## Hauptwerke
Ibn Ishaqs Sirat Rasul Allah ist die älteste erhaltene Mohammed-Biografie; sie wurde weniger als 150 Jahre nach Mohammeds Tod verfasst. Sie ist in umfangreichen Auszügen in späteren Werken und Bearbeitungen von Ibn Hisham und at-Tabari u. a. überliefert. Es gibt zwischen den späteren Bearbeitungen und Rezensionen einige wichtige Unterschiede, die zum Teil den Inhalt des Urtextes von Ibn Ishaq betreffen. Die kontroverse Episode über die Entstehung der satanischen Verse etwa  ist in der Bearbeitung Ibn Hishams nicht erhalten, die bei at-Tabari und in anderen späteren Werken überliefert ist und die auf die ursprüngliche Berichterstattung des Ibn Ishaq und seiner Gewährsmänner zurückgeht. Ein Schüler des Ibn Ishaq, Yunus b. Bukair, war es, der nicht nur den ursprünglichen Textbestand des ersten Sira-Werkes weitergab, sondern seinen Inhalt mit weiteren Informationen versah, die nicht auf Ibn Ishaq, sondern auf dessen Zeitgenossen zurückgehen. Die spätere historiographische Literatur hat diese "Einschübe" klar erkannt und sprach von den زيادات المغازي ziyadat al-maghazi, DMG ziyādātu ʾl-maġāzī ‚Ergänzungen zu den Maghazi = zu den Feldzügen des Propheten‘.
Ein weiterer Text der frühesten Sira stammt von al-Waqidi: sein كتاب المغازي / Kitāb al-Maġāzī / ‚Buch über die Feldzüge des Propheten‘ ist ausschließlich den Feldzügen des Propheten Mohammed gewidmet. Von einigen Vertretern der frühen Historiographie wird berichtet, sie hätten sich schon vor Ibn Ishaq mit der Biographie Mohammeds beschäftigt, darunter 'Urwa ibn az-Zubayr ibn al-'Awwam aus Medina, den die oben genannten Ibn Ishaq und al-Waqidi als ihre Quelle nennen. Die gegenwärtige Islamforschung ist zu dem Ergebnis gekommen, dass 'Urwa ibn az-Zubair als mehrfach zitierte Quelle über das Leben von Mohammed seine Informationen höchstwahrscheinlich schon schriftlich weitergeben konnte.